# I Love You, Honeybear
I Love You, Honeybear — второй студийный альбом американского фолк-музыканта Джоша Тиллмана под сценическим псевдонимом Father John Misty. Он был выпущен 9 февраля 2015 года в Великобритании и Европе лейблом Bella Union, а в остальном мире — 10 февраля 2015 года лейблом Sub Pop. Спродюсированный Тиллманом и Джонатаном Уилсоном, это второй студийный альбом Тиллмана после его ухода из Fleet Foxes. Микшированием альбома также занимался Фил Эк, а мастерингом — Грег Калби в Sterling Sound. По словам Тиллмана, релиз является концептуальным альбомом. I Love You, Honeybear получил широкое признание критиков и был признан одним из лучших альбомов 2015 года по версии многих изданий.

## История
Джош Тиллман описал I Love You, Honeybear как концептуальный альбом о себе. Альбом посвящён личной жизни Тиллмана, в том числе его «всевозможным прискорбным поступкам», а также его отношениям с женой Эммой. Из-за сырого, личного характера альбома Тиллман волновался, исполняя песни вживую, и поначалу ему было трудно играть эти песни с близкими людьми.
Тиллман назвал песню «Bored in the USA» «саркастической балладой». Pitchfork описал песню как насмешку над «целой франшизой привилегированных белых мужчин, превращающих свою духовную пустоту в тёмный центр вселенной». Тиллман добавил в песню смех как способ «нейтрализовать неудобные идеи».
Песня «Chateau Lobby #4 (in C for Two Virgins)» рассказывает о том, как Тиллман и его жена Эмма исследовали Лос-Анджелес, когда они только познакомились. Электронная песня «True Affection» посвящена изоляции и разочарованию Тиллмана от «попыток завлечь кого-то с помощью текстовых сообщений и электронной почты и попыток установить связь таким образом». Песня «Holy Shit» была написана в день свадьбы Тиллмана и его жены. Песня «Nothing Good Ever Happens at the Goddamn Thirsty Crow» состоит из двух частей. Первая часть, кантри-блюз, рассказывает о том, как Тиллман «отказывает агрессивным женщинам» в «Crow (Ворон)», баре в Сильвер-Лейк, Лос-Анджелес. Во второй части, джазовом дирже, речь идёт о мужчинах, домогающихся жены Тиллмана в «Crow», пока Тиллман находится на гастролях. «I Went to the Store One Day», последняя песня альбома, рассказывает о взаимоотношениях Тиллмана и его жены с момента их встречи в магазине до их смерти.

## Отзывы
| Совокупная оценка | Совокупная оценка |
| Источник          | Оценка            |
| ----------------- | ----------------- |
| AnyDecentMusic?   | 8.5/10            |
| Metacritic        | 87/100            |
| Оценки критиков   |                   |
| Источник          | Оценка            |
| AllMusic          | [ 8 ]             |
| The A.V. Club     | A−                |
| Chicago Tribune   | [ 10 ]            |
| The Guardian      | [ 11 ]            |
| Mojo              | [ 12 ]            |
| NME               | 9/10              |
| Pitchfork         | 8.8/10            |
| Q                 | [ 15 ]            |
| Rolling Stone     | [ 16 ]            |
| Spin              | 9/10              |

Альбом получил положительные отзывы музыкальных критиков и интернет-изданий. Согласно агрегатору рецензий Metacritic, Pure Comedy получил «всеобщее признание» на основе средневзвешенного балла 87 из 100 от 34 критиков.
Джош Терри из The A.V. Club сказал: «Благодаря приветливому тенору и приятной сентиментальной подаче, в которой он демонстрирует широкий диапазон эмоций, ему удаётся придать своему предмету неумолимое и в конечном итоге тёплое отношение, которого он заслуживает». Грег Кот из Chicago Tribune сказал: «Музыка Мисти смягчает некоторые из его самых возмутительных наблюдений плюшевыми бессловесными гармониями, струнными и оркестрово-поп мелодиями, иногда до такой степени, что он растворяется в фоновой музыке». Рецензент Mojo заявил: «Здесь есть грандиозные аранжировки и колкие шутки в стиле Рэнди Ньюмана и Гарри Нилсона, но больше всего поражают более сдержанные моменты.»[18] Мэтью Ричи из Exclaim! поставил альбому отличную оценку, написав, что «намерения и чувства Тиллмана как автора песен ещё никогда не казались такими ясными». Лора Стударус из DIY отметила: «И все же, несмотря на всю его решимость задирать нос перед условностями, I Love You, Honeybear показывает, что Тиллман падает лицом вперёд в, возможно, самый ожидаемый из музыкальных тропов: „зрелый“ второй релиз».
Алексис Петридис из The Guardian высоко оценил тексты альбома, написав: «Есть моменты, когда, если вы слушаете внимательно, постоянные лирические переходы от едкой иронии к пронзительным признаниям в любви могут действительно сбить вас с толку, не в последнюю очередь это касается заглавного трека». Майк Пауэлл из Pitchfork назвал альбом «Лучшей новой музыкой», назвав его «попеременно страстным и разочарованным, нежным и злым, настолько циничным, что это отталкивает, и настолько открытым, что это ранит». Джеймс Кристофер Монгер из AllMusic написал: «Honeybear имеет архитектуру своего предшественника, но отличается более смелыми мелодическими решениями, и на чисто поп-уровне это гораздо более сложный альбом из двух, но он постоянно вознаграждает слушателя». Бреннан Карли из Spin сказал: «Если Тиллман так же блистательно острит в качестве любовника, мы боимся услышать альбом о разрыве».
Алекс Денни из NME сказал: «Написанный примерно в то время, когда Тиллман женился на своей девушке, это очень амбициозный, едко смешной альбом об искупительных возможностях любви и о том, как сильно тошнит от собственного дерьма». Марк Хирш из The Boston Globe, напротив, раскритиковал тексты альбома, написав: «При стандартном режиме архаичной язвительности, Мисти не так много хочет сказать; он бросает острые реплики то тут, то там, но не может связать их во что-то большее». В положительной в остальном рецензии Шон МакКарти из PopMatters написал: «После удивительно крепкой первой половины, вторая половина Honeybear страдает от некоторого отставания, либо из-за того, что некоторым трекам не хватает запоминающегося хука или припева („Strange Encounter“), либо из-за экспериментов, которые просто не удаются (см. трек смеха в „Bored in the U. S.A.“)». Уилл Гермес из Rolling Stone сказал: «Усиливая зрелищность дебюта Fear Fun 2012 года, I Love You, Honeybear — это автобиографический сет о любви, браке и расстройстве, который одновременно ироничен и сочувственен». Q заявил: «Только за свой черный лирический юмор I Love You, Honeybear был бы победителем. А тот факт, что он сочетается с великолепным написанием песен, делает его просто шедевральным».

### Итоговые годовые списки
| Публикация    | Список                     | Ранг | Ссылка |
| ------------- | -------------------------- | ---- | ------ |
| The A.V. Club | The 15 Best Albums of 2015 | 5    | [ 22 ] |
| Billboard     | 25 Best Albums of 2015     | 9    | [ 1 ]  |
| NME           | Albums of the Year 2015    | 16   | [ 23 ] |
| Pitchfork     | The 50 Best Albums of 2015 | 12   | [ 24 ] |
| Pitchfork     | Readers' Poll Results 2015 | 5    | [ 25 ] |
| Rough Trade   | Albums of the Year 2015    | 2    | [ 26 ] |
| Stereogum     | The 50 Best Albums of 2015 | 12   | [ 27 ] |

## Коммерческий успех
I Love You, Honeybear дебютировал на 17 месте в Billboard 200 с 28 000 проданных копий за первую неделю. Дебют стал лучшей неделей продаж альбома Тиллмана на тот день. По состоянию на июль 2015 года, альбом был продан в количестве 74 000 копий внутри страны. Примерно 30 % проданных единиц альбома, как в дебютный период, так и в совокупности, были выпущены в виниловой конфигурации.

## Список композиций
Слова и музыка всех песен — Джош Тиллман.
| №                   | Название                                                | Длительность |
| ------------------- | ------------------------------------------------------- | ------------ |
| 1.                  | «I Love You, Honeybear»                                 | 4:38         |
| 2.                  | «Chateau Lobby #4 (in C for Two Virgins)»               | 2:50         |
| 3.                  | «True Affection»                                        | 3:56         |
| 4.                  | «The Night Josh Tillman Came to Our Apt.»               | 3:36         |
| 5.                  | «When You're Smiling and Astride Me»                    | 4:34         |
| 6.                  | «Nothing Good Ever Happens at the Goddamn Thirsty Crow» | 4:34         |
| 7.                  | «Strange Encounter»                                     | 4:19         |
| 8.                  | «The Ideal Husband»                                     | 3:35         |
| 9.                  | «Bored in the USA»                                      | 4:22         |
| 10.                 | «Holy Shit»                                             | 4:01         |
| 11.                 | «I Went to the Store One Day»                           | 4:26         |
| Общая длительность: | Общая длительность:                                     | 44:51        |

## Позиции в чартах
| Чарт (2015)                            | Высшая позиция |
| -------------------------------------- | -------------- |
| Австралия (ARIA)                       | 38             |
| Канада (Canadian Albums Chart)         | 17             |
| Бельгия/Фландрия (Ultratop)            | 54             |
| Бельгия/Валлония (Ultratop)            | 86             |
| Дания (Hitlisten)                      | 29             |
| Нидерланды (Album Top 100)             | 27             |
| Франция (SNEP)                         | 104            |
| Новая Зеландия (RMNZ)                  | 36             |
| Норвегия (VG-lista)                    | 10             |
| Швеция (Sverigetopplistan)             | 36             |
| Великобритания (UK Albums Chart)       | 14             |
| США (Billboard 200)                    | 17             |
| США (Billboard Folk Albums)            | 2              |
| США (Billboard Top Alternative Albums) | 3              |
| США (Billboard Top Rock Albums)        | 3              |

## Сертификации
| Регион                                                                      | Сертификация | Продажи |
| --------------------------------------------------------------------------- | ------------ | ------- |
| Великобритания (BPI)                                                        | Серебряный   | 60 000  |
| Данные о продажах + прослушиваниях приведены только на основе сертификации. |              |         |